# Larinopoda emilia
Larinopoda emilia är en fjärilsart som beskrevs av Suffert 1904. Larinopoda emilia ingår i släktet Larinopoda och familjen juvelvingar. Inga underarter finns listade i Catalogue of Life.